# Gracinha
Gracinha (estilizado em letras maiúsculas) é o quarto álbum de estúdio e primeiro álbum visual da cantora e compositora brasileira, Manu Gavassi, lançado em 12 de novembro de 2021 através da Universal Music. O álbum teve seu processo de criação entre 2020 e 2021, após Gavassi optar se manter distante das redes sociais para focar no projeto sem distrações. Isso influenciou na sua sonoridade e parte lírica, uma vez que apesar de ser considerado um álbum pop, foge de fórmulas simples de construção de hits, contando com a influência de diversos outros gêneros, como R&B alternativo, MPB, lo-fi e jazz.
Gracinha possui as participações de Tim Bernardes, Amaro Freitas, Voyou, Vic Mirallas e Alice Et Moi. Foi precedido pelos singles "Eu Nunca Fui Tão Sozinha Assim" e "Subversiva". Um projeto audiovisual de mesmo nome que serve como acompanhamento para as músicas, foi lançado em 26 de novembro de 2021 no streaming Disney+. Uma versão instrumental do álbum foi lançado em 24 de dezembro de 2021.

## Singles
O primeiro single de Gracinha, "Eu Nunca Fui Tão Sozinha Assim", foi lançado em 27 de agosto de 2021. "Subversiva" foi lançada em 24 de setembro de 2021 como o segundo single do álbum.
"Gracinha" foi lançada como terceiro single em 17 de novembro, enquanto o quarto e último single "Bossa Nossa" foi lançado em 26 de novembro, em conjunto com o álbum visual. Foi descrita por críticos como a melhor do projeto.
O primeiro single promocional, "Catarina", foi lançado em 28 de setembro de 2021. Tédio foi lançado como o segundo e último single promocional no mesmo dia do lançamento do álbum.

## Recepção da crítica
| Críticas profissionais | Críticas profissionais |
| Avaliações da crítica  | Avaliações da crítica  |
| Fonte                  | Avaliação              |
| ---------------------- | ---------------------- |
| Nação da Música        | 3.5 de 5 estrelas.     |
| Escutai                | (79/100)               |
| Tracklist              | (9/10)                 |

"Gracinha" teve avaliações favoráveis dos críticos de música. Pedro Paulo Furlan do site "Nação da Música" deu 3,5 de 5 estrelas ao disco, colocando "Tédio", "Bossa Nossa" e "Sub.ver.siva" como destaques do álbum.
Luis Hora do site "Escutai", também foi favorável ao trabalho, destacando "Bossa Nossa" como a melhor do disco: "O maior momento acontece em ‘Bossa Nossa’, a faixa vicia logo nos primeiros versos e demanda muita força do ouvinte para que não acabe em um looping quase eterno… Essa forma coesa e minimalista que as produções de Lucas Silveira acompanham os vocais pode até parecer uma montagem tímida, mas basta uma segunda ouvida para perceber que elas complementam os vocais da artista da forma mais mágica possível". Ele conclui a review dizendo que "Gracinha" é o melhor álbum da cantora e a chamando de "uma inteligente musicista".
Lucas Ribeiro do site "Tracklist" deu nota 9 de 10 ao disco e o colocou como "um dos trabalhos mais bem polidos até agora", elegendo "Bossa Nossa" como a melhor faixa do álbum, dizendo: "é uma das que mais representa o propósito do álbum como um todo e a nova fase da carreira... Musicalmente também é muito interessante, com essa clara referência de bossa só que com uma produção bem 2021, torta e pop. E também muito inteligente, de usar como referência um dos gêneros musicais mais tradicionais do país". 
"Gracinha" foi eleito um dos 50 melhores discos nacionais de 2021 pela APCA.

## Lista de faixas
| Gracinha — Edição padrão |                                                   |                                                                     |                  |         |  |
| N.º                      | Título                                            | Compositor(es)                                                      | Produtor(es)     | Duração |  |
| 1.                       | "Gracinha" (com Tim Bernardes e Amaro Freitas)    | Manu Gavassi Diogo Strausz Lucas Silveira                           | Silveira Strausz | 3:19    |  |
| 2.                       | "Eu Nunca Fui Tão Sozinha Assim" (com Voyou)      | Gavassi Silveira Thibaud Van Hooland                                | Silveira         | 3:03    |  |
| 3.                       | "Subversiva"                                      | Gavassi Silveira                                                    | Silveira         | 2:57    |  |
| 4.                       | "Reggaeton Triste" (participação de Vic Mirallas) | Gavassi Silveira Mirallas                                           | Silveira         | 2:38    |  |
| 5.                       | "Tédio" (com Alice et Moi)                        | Gavassi et Moi Silveira Tiago Abrahão Delcio Luiz Ronaldo Barcellos | Silveira Abrahão | 2:40    |  |
| 6.                       | "(Não Te Vejo Meu)"                               | Gavassi                                                             | Silveira         | 3:23    |  |
| 7.                       | "Bossa Nossa"                                     | Gavassi                                                             | Silveira         | 3:42    |  |
| 8.                       | "Catarina"                                        | Gavassi                                                             | Silveira         | 1:56    |  |
| 9.                       | "Cansei"                                          | Gavassi                                                             | Silveira         | 3:24    |  |
| Duração total:           | Duração total:                                    | Duração total:                                                      | Duração total:   | 27:07   |  |

## Gracinha (Trilha Sonora Orquestrada)
De presente de natal para seus fãs, Gavassi lançou, em 24 de dezembro de 2021, uma versão orquestral e instrumental, produzido pelo músico Lucas Lima, de seu mais novo álbum, Gracinha.
A capa da nova edição foi feita pelo artista plástico Samuel de Saboia, amigo de Gavassi.

### Lista de faixas
| Gracinha (Trilha Sonora Orquestrada) |                                                 |         |  |
| N.º                                  | Título                                          | Duração |  |
| 1.                                   | "Gracinha (Instrumental)"                       | 3:23    |  |
| 2.                                   | "Eu Nunca Fui Tão Sozinha Assim (Instrumental)" | 2:57    |  |
| 3.                                   | "Subversiva (Instrumental)"                     | 2:48    |  |
| 4.                                   | "Reggaeton Triste (Instrumental)"               | 2:45    |  |
| 5.                                   | "Tédio (Instrumental)"                          | 2:36    |  |
| 6.                                   | "(Não Te Vejo Meu) (Instrumental)"              | 3:13    |  |
| 7.                                   | "Bossa Nova (Instrumental)"                     | 3:18    |  |
| 8.                                   | "Catarina (Instrumental)"                       | 2:23    |  |
| 9.                                   | "Cansei (Instrumental)"                         | 3:32    |  |
| Duração total:                       | Duração total:                                  | 26:58   |  |

## Histórico de lançamento
| Região | Data                   | Formato(s)                 | Edição                    | Gravadora(s) | Ref.   |
| ------ | ---------------------- | -------------------------- | ------------------------- | ------------ | ------ |
| Mundo  | 12 de novembro de 2021 | Download digital streaming | Padrão                    | Universal    | [ 25 ] |
| Mundo  | 24 de dezembro de 2021 | Download digital streaming | Trilha Sonora Orquestrada | Universal    | [ 26 ] |